# Maria Rybakova
Maria Rybakova (eigentlich russisch Мария Александровна Рыбакова/Marija Alexandrowna Rybakowa; * 6. Dezember 1973 in Moskau) ist eine russische Autorin.
Maria Rybakova ist die Tochter der Literaturwissenschaftlerin Natalja Iwanowa und Enkelin des Schriftstellers Anatoli Rybakow. Mit 17 Jahren begann sie, an der Moskauer Staatsuniversität Altphilologie zu studieren. Mit 20 ging sie nach Deutschland, um das Studium fortzusetzen, und lebte einige Jahre in Berlin. Im Jahr 1999 machte sie ihren Masterabschluss an der FU Berlin. Im Jahr 2004 promovierte sie in den USA an der Yale University. Nach Zwischenstationen vor allem in den USA lehrt sie aktuell an der Nasarbajew-Universität.

## Werke
- Анна Гром и ее призрак. Глагол, Москва 1999. ISBN 9785875320590.
  - Die Reise der Anna Grom. Eine Liebesgeschichte. Rowohlt, Berlin 2001. ISBN 3871344230.
- The Child-snatching Demons of Antiquity. Narrative Traditions, Psychology and Nachleben, Ph.D.-Arbeit, Yale University, 2004.
- Братство проигравших. Роман. (Bruderschaft der Verlierer. Roman.) Время, Москва 2005. ISBN 5969100072.
- Слепая речь. сборник рассказов. (Blinde Rede. Kurzgeschichtensammlung.) Время, Москва 2006. ISBN 5969101656.
- Острый нож для мягкого сердца. Роман. (Ein scharfes Messer für ein weiches Herz. Roman.) Время, Москва 2009. ISBN 9785969104044.
- Гнедич. Роман. (Gnedich. Roman.) Время, Москва 2011. ISBN 9785969106598.[3]
- Черновик человека. (Entwurf einer Person.) Эксмо, Москва 2014. ISBN 9785699747177.